# 이산화 탄소 레이저

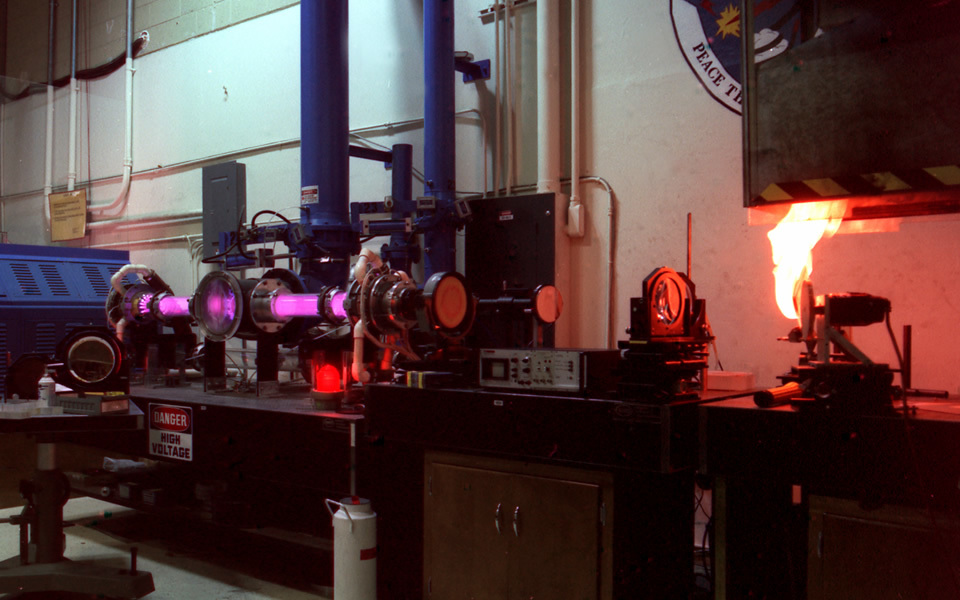

이산화 탄소 레이저(Carbon-dioxide laser, CO2 레이저)는 개발된 최초의 가스 레이저 중 하나였다. 1964년 벨 연구소의 쿠마르 파텔(Kumar Patel)이 발명했으며 여전히 가장 유용한 레이저 중 하나이다. 이산화 탄소 레이저는 현재 사용 가능한 최고 출력의 연속파 레이저이며, 매우 효율적이다. 출력 전력 대 펌프 전력의 비율은 최대 20%에 이른다. CO2 레이저는 9.6 및 10.6 마이크로미터(μm)를 중심으로 하는 주요 파장 대역의 적외선 광선을 생성한다.

## 같이 보기
- 이산화 탄소
- 레이저